# Bojišina
Bojišina (cyr. Бојишина) – wieś w Serbii, w okręgu jablanickim, w mieście Leskovac. W 2011 roku liczyła 185 mieszkańców.